# Реаттю, Жак
Жак Реаттю (фр. Jacques Réattu; 3 августа 1760, Арль — 7 апреля 1833, там же) — французский художник.

## Биография
Жак Реаттю родился в Арле в 1760 году. Он был незаконным сыном художника Гийома де Баррема де Шатофора и Катрин Распаль, сестры художника Антуана Распаля, который позднее стал его первым учителем живописи.
В 1775 году, в возрасте 15 лет, Реаттю, в котором его дядя заметил талант живописца, приехал в Париж, где поступил в Королевскую академию живописи и скульптуры. Его учителем был сначала Симон Жюльен, а затем Жан-Батист Реньо, тогда совсем молодой, но впоследствии чрезвычайно знаменитый живописец. Окончив обучение, Жак Реаттю решил посвятить себя исторической живописи — «самому благородному из жанров изобразительного искусства» в соответствии с тогдашней классификацией. Работая в жанре исторической живописи, Реаттю регулярно подавал свои картины на конкурс на главный приз Академии, Римскую премию. Он участвовал в конкурсах на получение премии с 1782 года, и в 1790 году выиграл главный приз. Главный приз (он же Гран-При или Римская премия) состоял в возможности четырёхлетней поездки в Италию за счёт французского короля, и Реаттю не преминул воспользоваться приобретённым правом. Интересно, что происходившая во Франции революция первоначально совершенно не помешала ни его планам, ни, в частности, выплате денег от короля. Однако, после того как король был низложен, выплаты, по понятным причинам, прекратились, поэтому Реаттю пробыл в Италии не четыре, а только один год.
Тем не менее год оказался для художника плодотворным. Он успел создать за это время большую картину: «Прометей, защищаемый Минервой и возносимый на небеса Гением Свободы». Эта картина содержала в себе явный намёк художника на поддержку революции. Вернувшись во Францию, Реаттю сперва поселился в Марселе, где в 1795 году получил заказ на серию из 10 больших картин для оформления одной из церквей города в революционном (!) ключе.
В 1798 году художник вернулся в Арль, где приобрёл на аукционе большое здание, конфискованное революционерами у мальтийского ордена, и устроил там свою мастерскую. В период с 1802 по 1819 год он занимался в основном устроением и расширением своих финансовых дел, превратившись за годы правления Наполеона в успешного землевладельца. После 1819 года, однако, Реаттю вновь активно вернулся к живописи, создавая не только картины, но и росписи интерьеров, а также театральные декорации, по заказам, поступавшим из Нима, Марселя и Лиона. В 1826 году пожилой художник приступает к масштабным работам по оформлению церкви Сен-Поль-де-Бокер в Бокере (департамент Гар). Жан Реаттю скончался семь лет спустя, в 1833 году, успев создать только три из пяти монументальных картин для церкви, которые были ему заказаны.

## Наследие
Наследие Жана Реаттю до сих пор считается одной из визитных карточек города Арля. В готическом здании мальтийского приората, который он переделал в свою мастерскую, сегодня расположен его музей (фр.). Кроме того, работы художника хранятся в коллекциях Лувра и Национальной высшей школы изящных искусств в Париже, а также в коллекции Гамбургской Кустхалле (Германия).

## Галерея

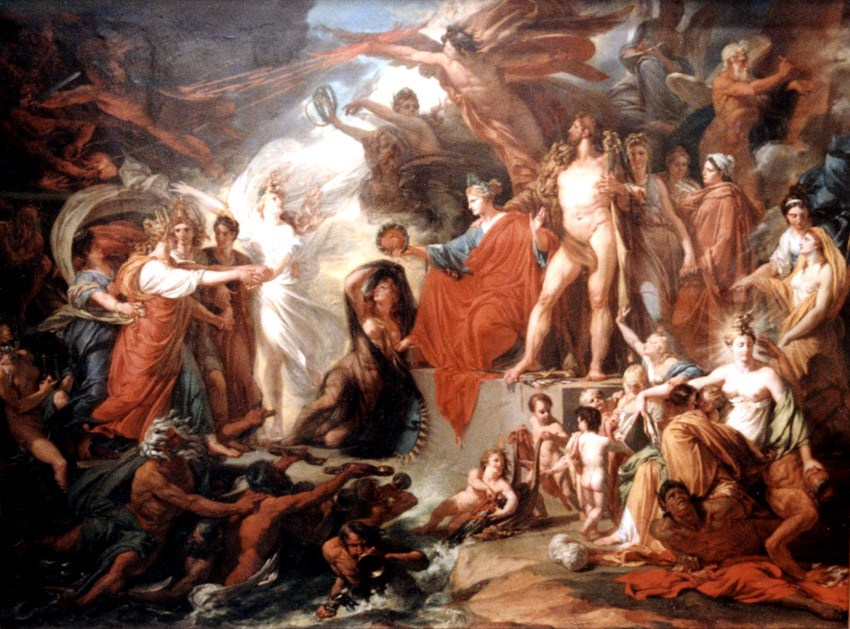
Триумф Цивилизации
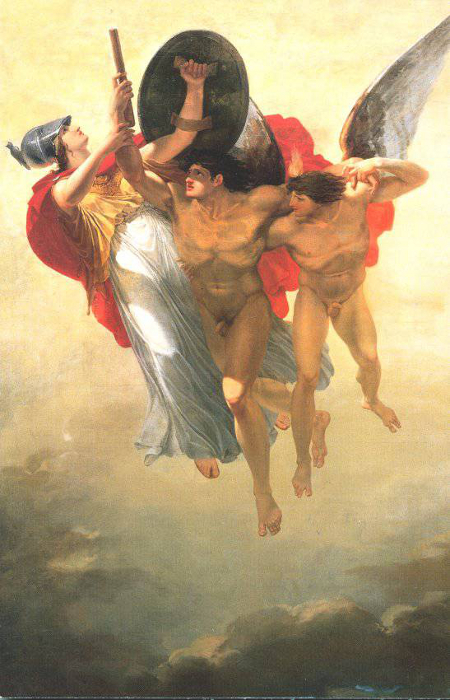
Прометей, защищаемый Минервой и возносимый на небеса Гением Свободы
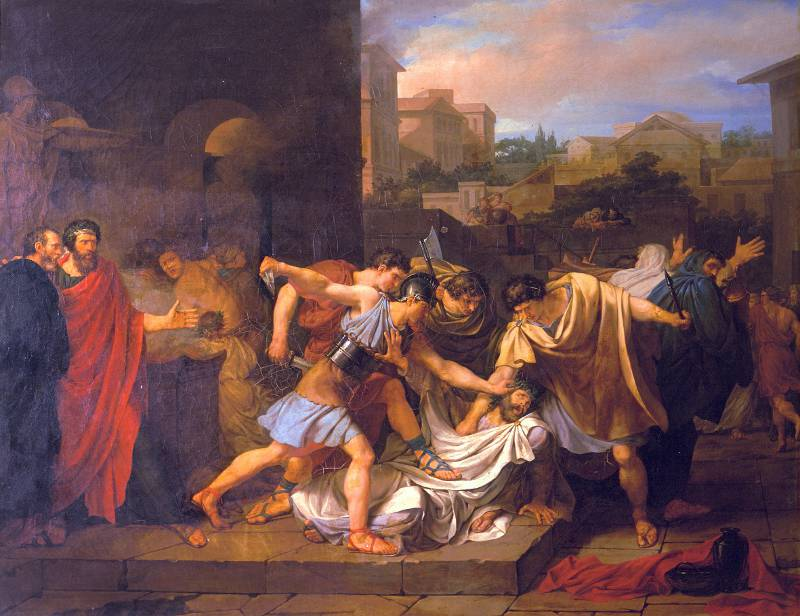
Убийство Тита Татия
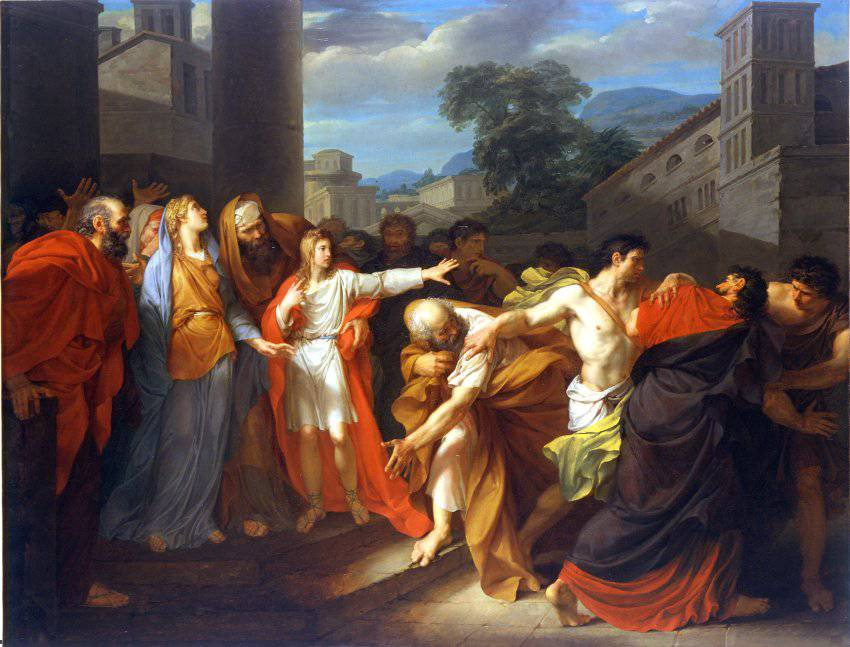
Правосудие Сусанны
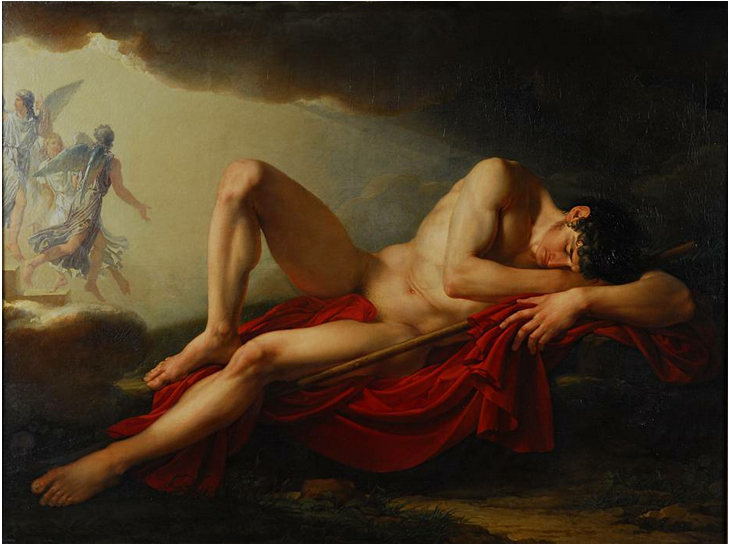
Сон Иакова
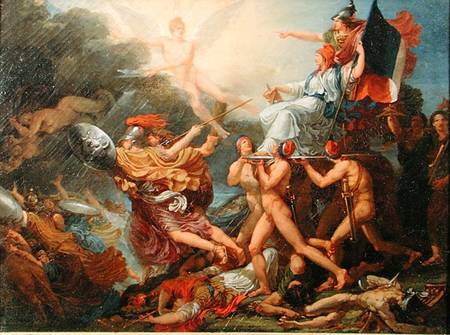
Свобода шествует по миру
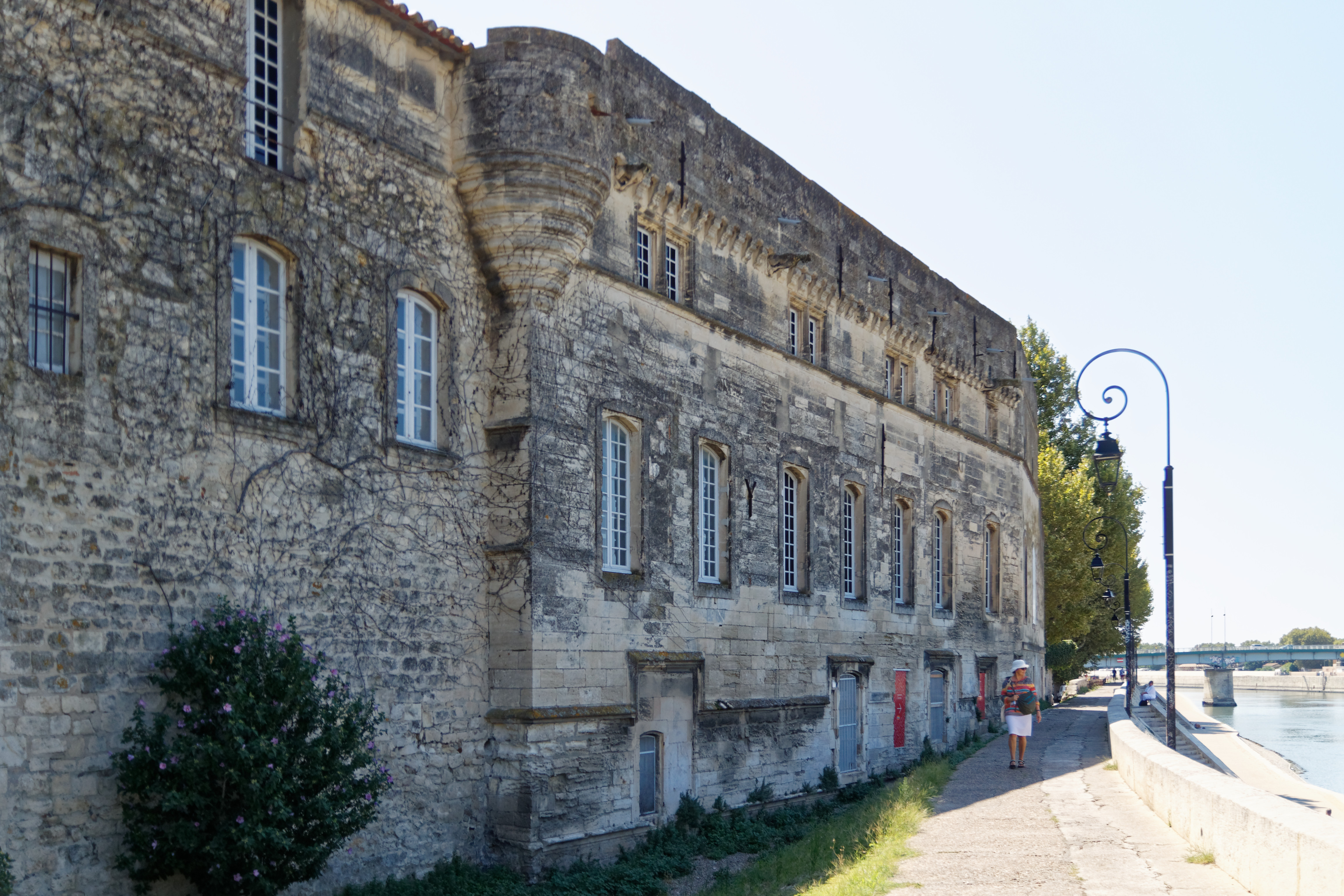
Внешний вид музея Реаттю в Арле, Франция
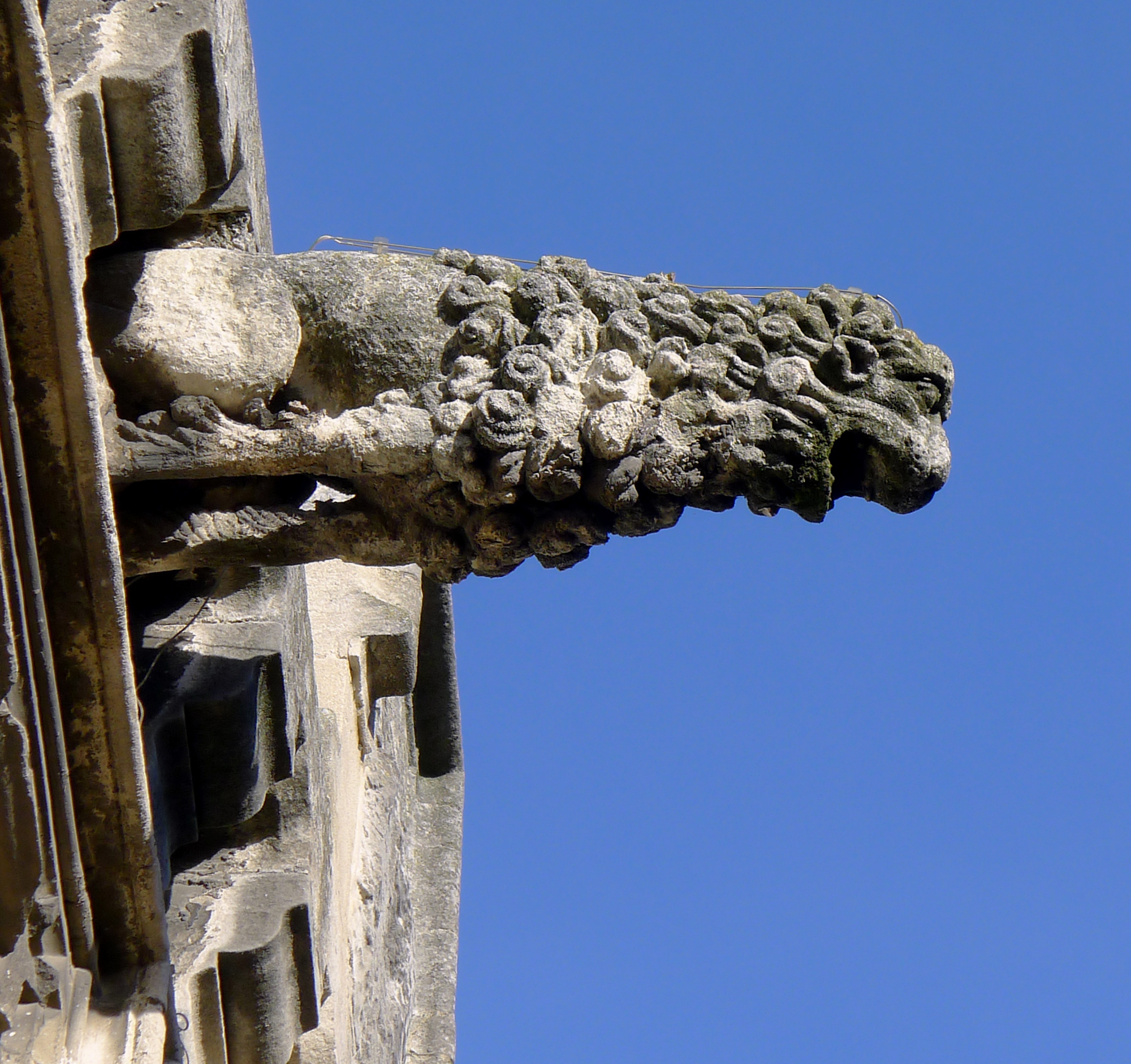
Горгулья на фасаде музея